# Yaraví
Lo Yaraví è un genere musicale meticcio che fonde elementi formali dello "harawi" Inca e la poesia dei trovatori spagnoli evolutasi dall'epoca medievale e rinascimentale. Si espande per gran parte del vicereame peruviano, essendo Arequipa, Huamanga, Cusco, Huanuco, Ancash, Cajamarca e Lima stessa, i dipartimenti dove è stato coltivato con più radici e in stili differenti. Questa canzone meticcia è imparentata al "triste" che viene coltivato nei dipartimenti di La Libertad, Lambayeque, Piura e Cajamarca (altopiani settentrionali), ed alla "muliza" di Cerro de Pasco e Junín (altipiani centrali).
I più antichi documenti conosciuti dello yaraví meticcio in Perù sono, secondo Aurelio Miró Quesada ("Storia e leggenda di Mariano Melgar" - Lima, 1978), dalla fine del XVII secolo all'inizio del XVIII secolo, nelle "Canzoni fatte sulla stessa questione contro le lodi a cui si fa riferimento", che erano una risposta alle "Canzoni fatte sul tono di Changuitollai, che i comici cantavano nella commedia di Padre Camacho": "... questo è lo Yaraví / che ha introdotto un'Idea / Changuitollai, / e i semplici comici / celebrano la loro frionera / Changuitollai...". Più tardi troviamo importanti riferimenti allo yaraví peruviano nelle cronache di Alonso Carrió de la Vandera "Concolorcorvo" (1773), di Felix de Azara (1790) e nel "Mercurio Peruano" (1791).
C'è anche una tradizione di yaraví in Ecuador, dove viene solitamente eseguita con una fuga di albazo; la forma musicale che c'è in questo paese differisce dagli stili delle Ande meridionali; sembra essere un adattamento eufonico delle forme musicali locali termine generico, in particolare dalle registrazioni che sotto il titolo "Yaravíes quiteños" (che comprendeva pezzi ecuadoregni e peruviani simili) ha pubblicato lo spagnolo Jimenez de la Espada nel decennio 1880. Nella zona del Río de la Plata (Argentina - Uruguay), ritroviamo lo yaraví sotto il nome e la forma ricreata di vidala o vidalitá. Quella che è l'attuale Bolivia (Alto Perù) faceva parte del corridoio culturale che i lavoratori coloniali (mandriani, milizie ...) usarono per unire economicamente e culturalmente tutto il Perù centrale e meridionale con la zona del Río de la Plata, tuttavia, negli ultimi decenni, non ci sono chiari riferimenti di una cultura popolare e accentuata dello yaraví nella zona degli altopiani, tranne il suo salvataggio nel repertorio di alcuni solisti o gruppi folkloristici urbani degli anni '70. Una probabile spiegazione sarebbe correlata all'origine quechua della canzone; mentre ci sono più abitanti quechua che aymara in Bolivia, il progetto nazionalista della rivoluzione del 1952 avrebbe dato maggior risalto alla cultura Aymara, per la maggior forza identitaria che ha il paese nei confronti dei paesi vicini.

## Inizio
Lo yaraví meticcio, d'altra parte, è stato cantato principalmente in spagnolo ed è più legato alla cultura signorile meticcia. Si cristallizzò all'inizio del XIX secolo (con Mariano Melgar), in cui viene dichiarato solo romantico, legato alla nostalgia di un amore lontano, impossibile o perduto, una caratteristica importante delle canzoni galanti di amore raffinato o d'amore gentile della cultura dei trovatori occidentali.

### Il vocabolo "yaraví"
La parola è una derivazione meticcia del termine quechua HARAWI. Il "Vocabolario della lingua generale di tutto il Perù, chiamata qquichua o del Inca" di Diego Gonzáles Holguín (1608), offre 4 definizioni:
1. Yuyaykukuna = "canzoni del ricordo";
2. Waynarikuna = "canzoni di azioni altrui o memoria dei propri cari, di amore e passatempo";
3. Wañupaq Harawi = "canto di lamentazione";
4. Allin harawi o Llunpaq harawiquy = "canzoni, buone canzoni alle nuove divinità".

L'esistenza del termine "yaraví" per designare canzoni tristi e romantiche, coltivate più che dai nativi, dai meticci delle città di provincia, è documentata in Perù dalla seconda metà del XVIII secolo (Agustín de Azara, Carrió de la Vandera, Mercurio Peruano).

### Yaraví famosi
Il dramma inca "Ollantay" ha una parte che viene rappresentata con la canzone di uno Yaraví in lingua quechua. La famosa zarzuela El Condor Pasa, del compositore peruviano Daniel Alomías Robles, consiste in un pezzo nella forma di uno yaraví; successivamente reso popolare dal gruppo argentino Los Incas e dalla coppia nordamericana Simon & Garfunkel. Un altro Yaraví molto famoso e bello è La despedida, autore anonimo, profondamente radicato in diverse città del Perù, principalmente Arequipa.

## In Argentina
Provenendo dal Perù, lo Yaraví divenne popolare tra gli abitanti della pampa argentina, integrandosi così al cosiddetto folklore gaucho. Nel 1790 il naturalista spagnolo Félix de Azara faceva notare, in relazione alle usanze dei gauchos che:

### Video
- Harawi de casamiento (Apurímac)
- Harawi de siembra (Ayacucho, Apurímac)
- Harawi  "Suray Surita" (Cuzco, Puno) - recopilación de Theodoro Valcárcel
- Jesuspa mamanman (kacharpari basado en tono de harawi religioso quechua) Coro Polifonico Del Cusco
- El Pajarillo Yaraví anónimo del siglo XIX
- Palomita dónde vais (Arequipa)
- Amor, amor, te he perdido - Hermanos Azpilcueta (Arequipa)
- Sueños - Hermanos Azpilcueta (Arequipa)
- Porqué te fuiste paloma (o Los arcanos) - Hermanos Azpilcueta
- Las quejas (o Ruegos) - Trío Yanahuara (Arequipa)
- La Despedida - Los Dávalos (Arequipa)
- La Despedida - Carmencita Lara (cantado como "yaraví" en Arequipa y como "triste" en la costa norte peruana)
- Dos suspiros - Los Errantes de Chuquibamba (Arequipa)
- Trigueña - Los Errantes de Chuquibamba (Arequipa)
- Delirio (o La Nieve) - Víctor Angulo Llerena (Arequipa)
- Amargura - Rebeca Pacheco; autor: Lionel Cuadros (Arequipa)
- Te perdí - Hnos. García Zárate (Ayacucho)
- Mis glorias - Manuelcha Prado y Hans Romaní (Ayacucho)
- Soñaba - Trío Ayacucho (Ayacucho)
- La flor del café - Daniel Altamirano (Cajamarca)
- Los cinco sentidos - Los Chigripanos (Bambamarca - Cajamarca)
- Triste yaraví (Cajamarca)
- Al despertar Baltazar Zegarra Pezo (Cusco)
- Yaraví Jorge Nuñez del Prado (Cusco)
- Yaravi y Qhaswa Francisco Gonzales Gamarra (Cusco)
- Palomita Jacinto Palacios (Ancash)
- Ingrata palomita Jacinto Palacios (Ancash)
- Triste con fuga de Tondero - Cecilia Barraza (Piura)
- Triste con fuga de Tondero - Jorge Vega Ugaz (Piura)
- Dile - muliza de Junín
- A ti - muliza de Cerro de Pasco
- Veneno de amor - Yaraví - Ayala Coronado (Ecuador)
- Corazón - Yaraví – Grupo los vampiros (Ecuador)
- Puñales - Yaraví - (Ecuador) - Dúo Benítez-Valencia
- Vidalitá - Oscar Chávez (Argentina)
- Vidalitá - Abel Fleury (Argentina)
- Vidala para mi sombra - Julio Espinoza (Argentina)
- Yaraví - Alfredo Zitarrosa (Uruguay)
- Vidalitá a José Artigas - Alfredo Zitarrosa (Uruguay)
- El llanto del olvido - Los Jairas (Bolivia)
- El llanto de mi madre - Los Jairas (Bolivia)